# Stychoparmena spinipennis
Stychoparmena spinipennis – gatunek chrząszcza z rodziny kózkowatych i podrodziny zgrzypikowych. Jedyny przedstawiciel rodzaju Stychoparmena.

## Zasięg występowania
Gatunek ten występuje w Papui Nowej Gwinei.